# Aleksandra Boiko
Aleksandra Boiko (rus: Александра Леонтьевна Бойко)  (Belebei, 20 de maig de 1918 - Apxeronsk, 25 de maig de 1996) va ser una comandant de tancs de l'exèrcit soviètic, activa al front oriental de la Segona Guerra Mundial.

## Biografia
Aleksandra Leontievna Morisheva va néixer el 20 de maig de 1918 a Belebei, Baixkíria, Unió Soviètica. Es va graduar a la Universitat Nacional de Tecnologies i Disseny de Kíev (KNUTD) el 1938 i es va posar a treballar com a química en una fàbrica de Baixkíria. Morisheva es va traslladar a Magadan, on es va convertir en inspectora del trust Kolymsnab fins al febrer de 1942. Morisheva es va casar amb Ivan Fedorovich Boiko.
Juntament amb el seu marit, Ivan Boiko, van gastar 50.000 rubles soviètics dels seus estalvis per pagar la construcció d'un tanc per a l'exèrcit soviètic. Com a part de l'esforç, van demanar ser enviats al front oriental. Un any després, va ser nomenada comandant de tanc mentre mantenia el rang de tinent menor, i el seu marit era el seu enginyer dins del tanc. Els dos s'havien graduat del programa accelerat a l'Escola de Tancs Chelyabinsk. Van entrar en combat durant l'ofensiva de Riga el 1944 i van informar que havien destruït cinc tancs i dos canons en dues setmanes. A l'agost d'aquest any, va ser condecorada amb la medalla primera classe de l'Ordre de la Guerra Patriòtica.
Ella va anar a Moscou el setembre d'aquest any, on va assistir a una manifestació antifeixista i va aparèixer a la contraportada de la revista Ogoniok. Més tard, mentre lluitaven al Bàltic, la parella van resultar ferits i van passar temps en un hospital. Van ser donats d'alta a temps per celebrar el Dia de la Victòria a Txecoslovàquia.
Després de la seva desmobilització, va tornar a Magadan i va dirigir una fleca abans de ser elegida a l'Ajuntament dues vegades, el 1947 i el 1953. Després es va traslladar a Apxeronsk.
Va ser nomenada ciutadana honoraria de Magadan el 4 de desembre de 1991. Va morir el 25 de maig de 1996.